# Východoevropská platforma

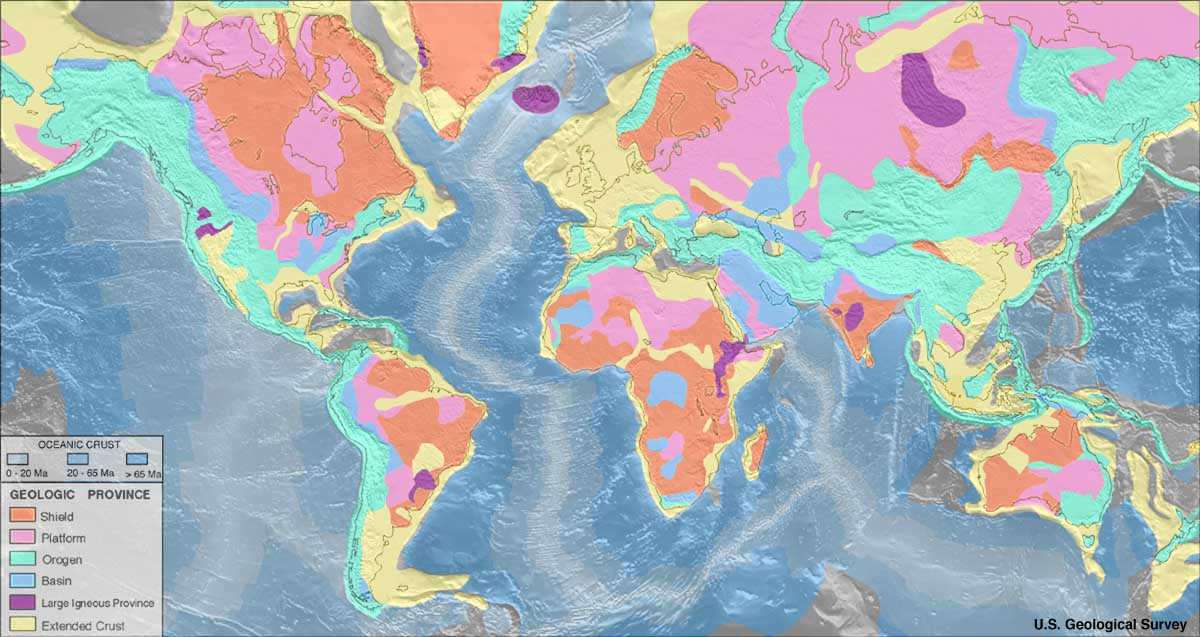
Oceánská kůra - stáří
0-20 Ma
20-65 Ma
>65 MaPevninská kůra - rozdělení
Prekambrické štíty
Tabule
Orogénní pásma
Pánve
Velké vulkanické provincie
Kontinentální šelf

Východoevropská platforma nebo evropská/ruská/fenosarmatská platforma, či fenosarmatia je rozsáhlá stabilní část kontinentální zemské kůry (platforma) tvořící nejstarší části Evropského kontinentu. Z paleogeografického hlediska tvoří základ desky Baltika.

## Geografické vymezení
Platforma, včetně šelfových oblastí, zabírá asi 6,7 miliónu km². Tvoří hlavně oblasti Východní Evropy. Ze severozápadu ji ohraničují kaledonské Skandinávské pohoří, které se nasouvá na baltský štít, místy až na vzdálenost 200 kilometrů. Na severovýchodě ji ohraničuje Pečorská nížina, a komplikovanější bajkalské Timanské vrchy. Tvoří i Rybářský a Kaninský poloostrov a též část dna Barentsova moře. Na východě ji od sibiřské platformy odděluje pohoří Ural. Na jihu je ohraničením alpinský násun Kavkazu a Krymských hor a násun černomořsko-kaspických hercynid - skytské a turanské platformy včetně Dobrudže a mladší moesijské platformy. Tvoří ji linie Bolgrad - jezero Sasyk, úpatí hřbetu Golicyna - Skadovsk - Heničesk. Na jihozápadě se na ni nasouvají Karpaty. Na západě se podsouvá pod sedimenty mladšího paleozoika přibližně na oderské linii. Některá starší členění zahrnují do platformy i Středoevropskou rovinu a tedy i oblasti Německa, Dánska, Britských ostrovů a dno Severního moře. Novější výzkumy však prokázaly, že jejich krystalinikum je mladšího, bajkalského stáří.

### Geomorfologické členění
Z geomorfologického hlediska se člení na celky:
- Nížiny a vysočina jižního Švédska
- Plošiny Norrlandu
- Botnické nížiny, nížiny jižního Finska, nížiny velkých ruských jezer
- Finska jezerní pahorkatina (Suomenselkä)
- Maanselkä
- poloostrov Kola
- Bělomořská nížina
- Oněžsko-mezenská nížina
- Timanské vrchy
- Pečorská nížina
- Severní valy (Uvaly)
- Moskevsko-ocká nížina
- Valdajská pahorkatina a Smolensko-moskevská pahorkatina
- Východobaltská nížina
- Polesí
- Volynsko-podolská vrchovina
- Dněperská pahorkatina
- Dněperská nížina
- Doněcký masiv
- Středoruská pahorkatina
- Ocko-donská nížina
- Povolžská pahorkatina
- Nízké Zavolží
- Vysoké Zavolží
- Kaspická nížina
- Stavropolská vyvýšenina
- Kubánsko-azovská nížina
- Černomořská nížina

## Stavba
Východoevropská platforma má zvrásněný prekambrický fundament, který je na většině území překryt horizontálně nasedajícími usazenými horninami různé mocnosti. Prekambrický fundament tvořený krystalickými břidlicemi (ruly, migmatity) a granitoidy vystupuje zejména v oblasti tzv. štítů. Tyto oblasti se vyznačují metamorfózou do granulitové facie. Stáří nejstarších hornin těchto oblastí je nejméně 1,6-2,6 miliardy let.
Součástí východoevropské platformy jsou baltský (fennoscandia), volžsko-uralský (volgo-uralia) a ukrajinský štít, který společně s voroněžským masivem tvoří tzv. sarmatii. Všechny tyto štíty se skládají z menších bloků. V oblasti baltského štítu jsou vymezeny: murmanský, kolský, bělomořský, karelský a jihoskandinávský (svekofenniský) blok. Ukrajinský štít tvoří: volyňsko-podolský, oděsko-bělocerkevský, kirovogradský, podněperský a azovský blok. Předpokládá se, že podobné bloky tvoří i voroněžský a volžsko-uralský masiv, kde jsou povrchové výskyty krystalinika menší a jejich vzájemné vztahy jsou těžce interpretovatelné.
Sedimentární pokryv může mít různou mocnost, kolem 1 až 2 km v oblasti Moskevské pánve a na středním Povolží, 5 km v oblasti
dněpersko-doněckého aulakogénu a Kaspické nížiny. Oblasti platformy překryté nezvrásněnými sedimenty se označují jako tabule. Na východoevropské platformě je to ruská tabule. Nejstarší nezvrásněné horniny mají svrchněproterozoické stáří (rifej/ediakara/eokambrium). Horninami spodního až středního rifeje jsou jílovité břidlice, křemence v Bugsko-podolské a Kamsko-ufimské pánvi a též jotnické pískovce ve Finsku a Švédsku, či sparagmitový soubor v Norsku. V hlubších pánvích a aulakogénech začíná sedimentární záznam až ve středním až svrchním rifeji jíly, pískovci, diabasovými lávami a tufy.
Paleozoický sedimentární pokryv východoevropské platformy na severozápadě, severovýchodě a ve střední části tvoří hlavně mořské uloženiny kambria, ordoviku, siluru, svrchního devonu, středního a svrchního karbonu, svrchního permu. V oblasti Dněpersko-doněckého aulakogénu začal ve středním devonu vznikat rift, v prohlubujícím se grabenu se usazovaly jíly a pískovce, ale docházelo i k erupcím vulkanických hornin a sedimentaci evaporitů. Mezozoikum se nachází hlavně v centrální části, kde ho tvoří převážně mořské sedimenty jury, na jihu se nachází i křída. Kenozoické paleogenní a neogenní sedimenty vystupují hlavně na jihu.
V oblasti Kaspického moře není známa nejstarší část sedimentárního pokryvu. V mladších obdobích totiž v oblasti došlo k značnému ohybu, na některých místech vznikly hluboké sedimentární pánve, jinde byl fundament vytvarován do formy hřbetů.

## Ložisková geologie
Východoevropská platforma má ve svých prekambrických zvrásněných pásmech významná ložiska páskovaných železných rud, např. kryvorižský soubor a kurská magnetická anomálie. Mezi paleozoické horniny ruské tabule patří i ekonomicky významné hořlavé břidlice a bauxity (těžené například v Estonsku a Leningradské oblasti). V oblasti dněpersko-doněckého aulakogénu se nacházejí velká ložiska uhlí (Doněcká pánev) ale i evaporitů. Manganové rudy sedimentovaly v oblasti Nikopolu v terciéru.